# Jędrzejów
Pour les articles homonymes, voir Jędrzejów (homonymie).
Jędrzejów est une ville de Pologne qui compte 16 555 habitants (2007). La ville est le chef-lieu d’un district (powiat) de la Voïvodie de Sainte-Croix.

## Situation géographique
La ville est située en bordure de la route internationale E77 (Gdańsk - Budapest), à 37 km de Kielce et à 78 km de Cracovie. La ville est un nœud routier et ferroviaire régional.

## Histoire
Jędrzejów a été fondée au VIIe siècle et portait le nom de Brzeźnica (jusqu’en 1153). Vers 1140, le premier monastère cistercien de Pologne y est fondé à l’initiative de l’archevêque de Gniezno. Venus de l'abbaye de Morimond (Champagne-Ardenne), les premiers religieux s’y installent en 1149. À l’époque, la localité est située sur la route commerciale reliant Cracovie à la Prusse. Vincent Kadlubek, l’ancien évêque de Cracovie, qui s’était retiré au monastère cistercien en 1218, y décède en 1223. À la fin du XIIe et au début du XIIIe siècle, à côté de l’abbaye, se développent des activités commerciales et artisanales.
En 1271, Jędrzejów obtient les droits de Magdebourg de Boleslas V le Pudique. Au XVe siècle, on construit un hôtel de ville et une halle aux draps. Une balance municipale est installée. Sigismond Ier le Vieux renouvelle les privilèges urbains en 1510. La ville obtient le droit d’organiser des marchés hebdomadaires et 3 foires commerciales par an.
Au XVIe siècle, la ville accueille plusieurs assemblées générales de la noblesse. Ainsi, en 1576, c’est ici que les nobles (szlachta) choisissent Étienne Ier Bathory comme roi de Pologne. En 1607, les opposants au roi Sigismond III Vasa se rassemblent dans la ville. Pendant la Guerre du Nord, la ville est pillée par les Suédois. En 1705, un incendie ravage la ville. Au XVIIe siècle, la ville est renommée pour ses tissus de soie, et au XVIIIe siècle, pour ses draps épais. De nombreux habitants participent activement à l’Insurrection de Kościuszko.
Après le troisième partage de la Pologne en 1795, la ville est annexée par l’Autriche. En 1809, elle rejoint le Duché de Varsovie. Après la disparition de celui-ci en 1815, elle se retrouve dans le royaume du Congrès. En 1817, le monastère des Cisterciens est fermé. Pendant l’Insurrection de Novembre, les soldats de Jędrzejów sont sous le commandement de Piotr Wysocki et défendent Varsovie. En 1863, les habitants participent encore à l’Insurrection de Janvier. En 1870, Jędrzejów perd son statut de ville (elle le retrouvera en 1916). À partir de 1885, une voie ferrée relie Jędrzejów à Cracovie. Au début du XXe siècle, l’industrie se développe, une brasserie commence ses activités.
En 1939, après le début de la Seconde Guerre mondiale, les Allemands construisent un camp de transit pour les prisonniers de guerre polonais. De 1940 à 1943, 6 000 Juifs sont enfermés dans le ghetto. Ils périront presque tous dans le camp d'extermination de Treblinka. Le 2 février 1944, la ville est le théâtre d’une attaque de l’AK qui avait pour objectif de libérer des prisonniers. Le 14 janvier 1945, l’Armée rouge entre dans la ville.

## Économie
- La ville joue le rôle de centre de services pour la zone agricole qui l’entoure.
- Des industries sont présentes :
  - industrie textile
  - industries agroalimentaires (brasserie, meuneries, laiterie, etc.)
  - industrie du bois

## Tourisme

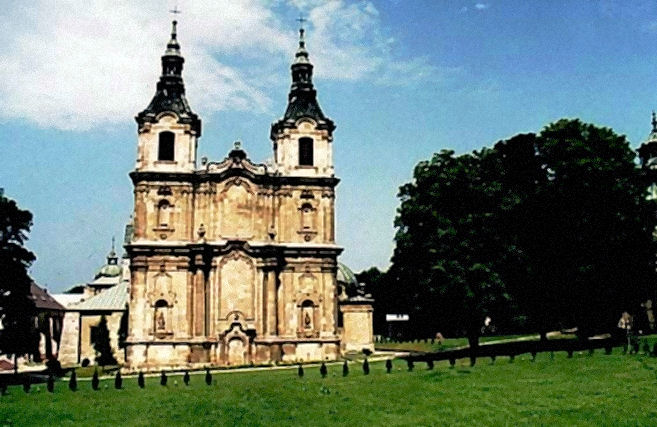
Abbaye des Cisterciens

- église gothique (fondée au XVIe siècle, reconstruite au XVIe siècle, agrandie de 1754 à 1762)
- abbaye des Cisterciens :
  - église de style roman tardif (fondée en 1210, reconstruite par après – à l’intérieur : une dalle funéraire de style gothique (1319), des sculptures de style baroque tardif, une polychromie (1734-1739), les orgues (1745);
  - deux ailes du monastère qui ont été conservées (construites au XIVe siècle, reconstruites de 1730 à 1750)
  - le jardin

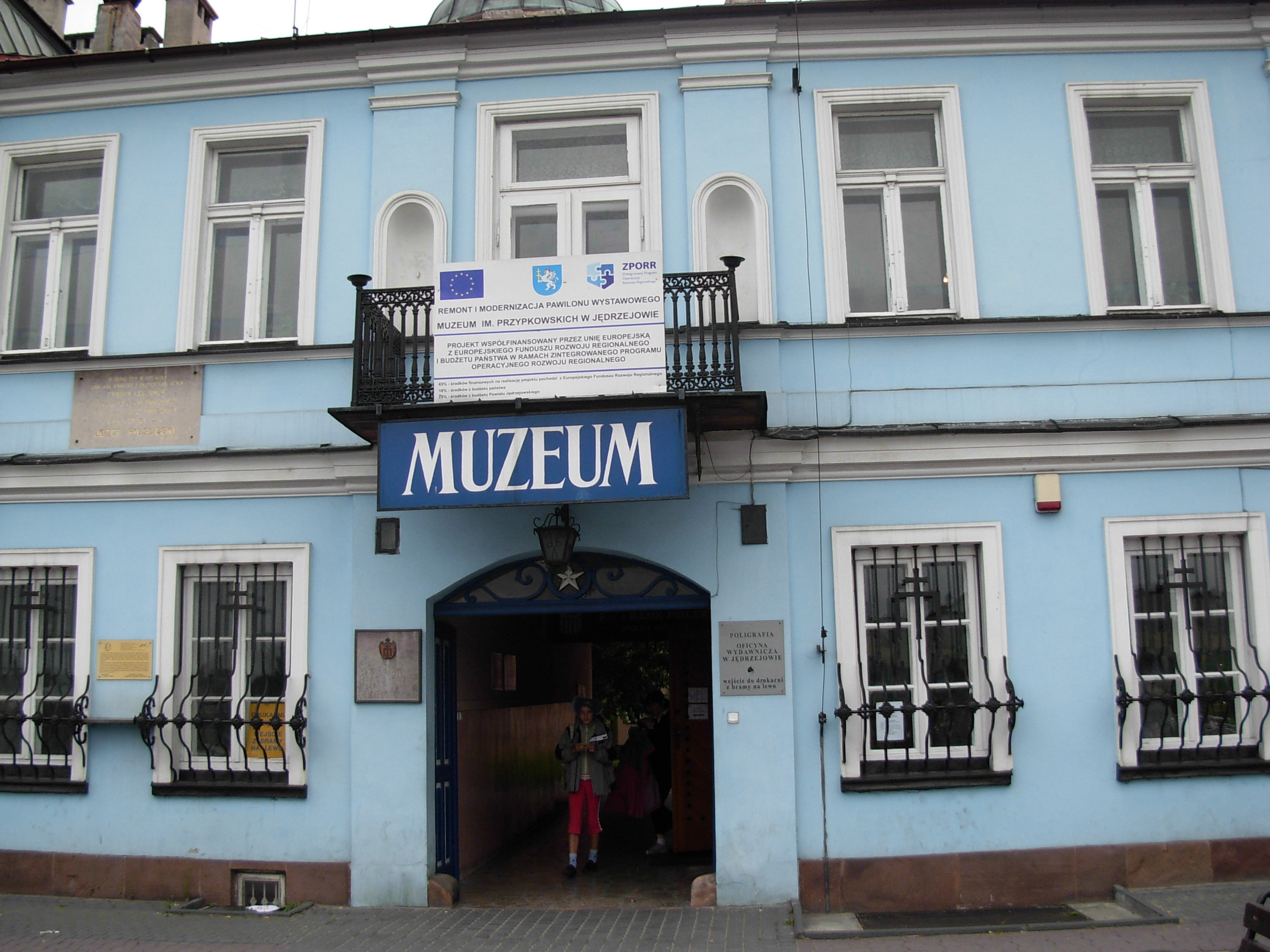
Le musée sur les cadrans solaires.

- le musée national avec une des plus importantes collections au monde de cadrans solaires[1]

## Jumelages
- Reichenbach im Vogtland (Allemagne)
- Nadvirna (Ukraine)